# Spaansgroene zomervlinder
De spaansgroene zomervlinder (Jodis putata) is een nachtvlinder uit de familie Geometridae (spanners). De voorvleugellengte bedraagt tussen de 10 en 12 millimeter. De groene kleur van de imago verdwijnt in de loop van de vliegtijd, en dan wordt hij vaalwit. Hij is overdag actief. De soort overwintert als pop.

## Waardplanten
De spaansgroene zomervlinder heeft bosbes als waardplant en mogelijk ook sommige loofbomen.

## Voorkomen in Nederland en België
De spaansgroene zomervlinder is in Nederland en België een zeldzame soort, die voorkomt in gebieden met de waardplant. De vlinder kent één generatie die vliegt van eind april tot halverwege juli.